# William B. Johnson (Mathematiker)
William Buhmann Johnson (* 5. Dezember 1944 in Palo Alto, Kalifornien) ist ein US-amerikanischer Mathematiker.
William B. Johnson schloss 1966 sein Mathematikstudium an der Southern Methodist University ab, er wurde 1969 mit der Dissertation Operator and Dual Operator Bases in Linear Topological Spaces bei James Dyer promoviert.
Von 1969 bis 1971 war er Assistenzprofessor und dann bis 1973 Dozent an der University of Houston. Anschließend lehrte er als Professor an der Ohio State University bis 1986, unterbrochen durch Aufenthalte an der University of Texas at Austin (1975), an der Hebräischen Universität Jerusalem (1976–1977), an der École polytechnique (März und April 1980)  und schließlich an der Texas A&M University (Herbst 1981). An dieser letzten Station nahm er 1984 eine Professur an, die er bis heute innehat. Weitere Aufenthalte waren California Institute of Technology (Mai und Juni 1989), Weizmann Institute of Science (Januar bis März 1994), Mathematical Sciences Research Institute (Frühjahr 1996) und erneut am  Weizmann Institute of Science (Januar bis Juni 2002).
Sein Hauptforschungsgebiet ist die  Banachraumtheorie, er arbeitet aber auch in der nicht-linearen Funktionalanalysis, Wahrscheinlichkeitstheorie und Operatorentheorie.
Johnson ist Fellow der American Mathematical Society und der Mathematical Association of America, sowie zeitweise Mitherausgeber einiger renommierter mathematischer Zeitschriften, darunter  Transactions and Memoirs of the American Mathematical Society,  Geometric and Functional Analysis, Mathematische Annalen, und andere. Die Polnische Akademie der Wissenschaften hat ihm 2007 die Stefan-Banach-Medaille verliehen.